# Ґочкі
Ґочкі (пол. Goczki) — село в Польщі, у гміні Вежбінек Конінського повіту Великопольського воєводства.
Населення — 162 особи (2011).
У 1975-1998 роках село належало до Конінського воєводства.

## Демографія
Демографічна структура станом на 31 березня 2011 року:
|          | Загалом | Допрацездатний вік | Працездатний вік | Постпрацездатний вік |
| -------- | ------- | ------------------ | ---------------- | -------------------- |
| Чоловіки | 89      | 22                 | 58               | 9                    |
| Жінки    | 73      | 13                 | 34               | 26                   |
| Разом    | 162     | 35                 | 92               | 35                   |